# Bodegas Contreras Ruiz
Las Bodegas Contreras Ruiz son un conjunto arquitectónico industrial dedicado a la producción de vino ubicado en el municipio de Rociana del Condado, provincia de Huelva. Los vinos producidos en esta bodega pertenecen a la Denominación de Origen Condado de Huelva.

## Descripción
Fue edificada en 1868. Presenta planta basilical con cubierta a cuatro aguas y un gran patio trasero. En su interior tiene tres naves con arcos de medio punto que están apoyados en grandes pilares. Se trata de una bodega tradicional que sigue en funcionamiento y tiene además uso turístico. Destaca la forja realizada en la cancela de entrada.